# Fort Ann (villa)
Fort Ann es una villa situada en el municipio homónimo, en el condado de Washington, estado de Nueva York, Estados Unidos. Tiene una población estimada, a mediados de 2022, de 475 habitantes.
Fue fundada en 1820.

## Geografía
La localidad está ubicada en las coordenadas 43°24′57″N 73°29′26″O / 43.41583, -73.49056 (43.415731, -73.490513).

## Demografía
Según el censo de 2000, en ese momento los ingresos medios de los hogares eran de $44,318 y los ingresos medios de las familias eran de $48,750. Los hombres tenían ingresos medios por $31,875 frente a los $24,375 que percibían las mujeres. Los ingresos per cápita para la localidad eran de $22,201. Alrededor del 9.1% de la población estaba por debajo de la línea de pobreza.
De acuerdo con la estimación 2017-2021 de la Oficina del Censo, los ingresos medios de los hogares son de $76,964 y los ingresos medios de las familias eran de $81,071. No hay personas por debajo de la línea de pobreza en la localidad.